# جنگ‌های کولا

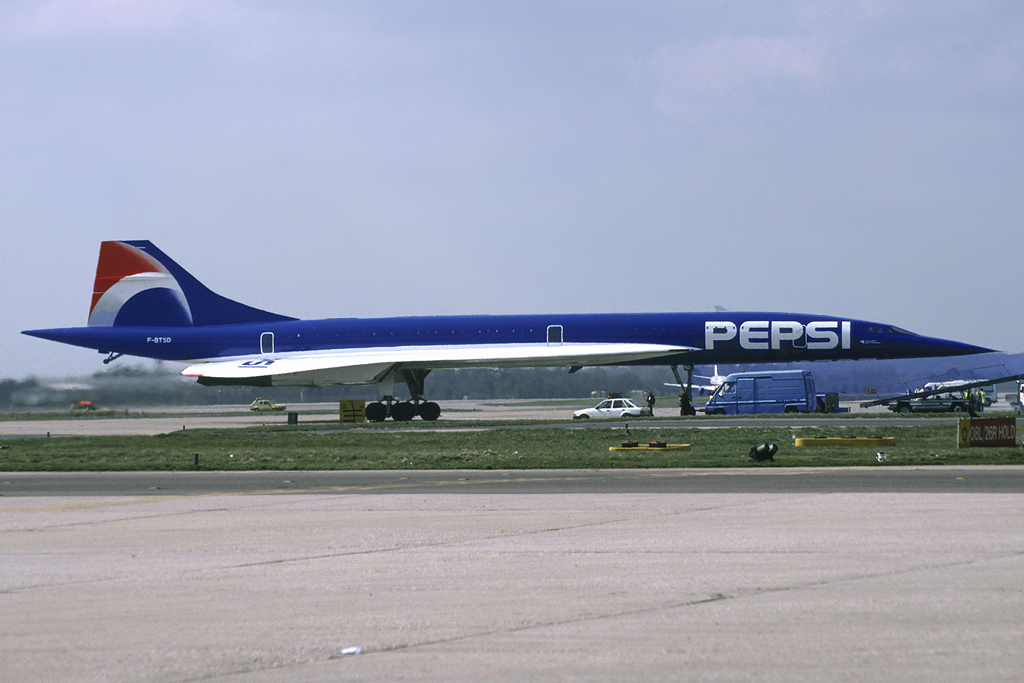
هواپیمایی که احتمالا در این جنگ نقش داشت.

جنگ‌های کولا به رقابت طولانی مدتی که میان تولیدکنندگان نوشابه‌های غیرالکلی، شرکت کوکاکولا و پپسی‌کو جریان داشت گفته می‌شود. این درگیری‌ها شامل تبلیغات تطبیقی برای رقابت مستقیم میان شرکت‌ها، به خصوص پرچمداران تولید کولا، کوکاکولا و پپسی می‌شد. از اواخر دهه ۱۹۷۰ و تا دهه ۱۹۸۰ این رقابت افزایش یافت و باعث ایجاد پدیده‌ فرهنگی جنگ‌های کولا شد.  

## کوکاکولا
کوکاکولا در طول تاریخ تبلیغاتش به موضوعات سلامتی و حس نوستالژی‌گری تکیه داشت. تبلیغات کوکاکولا اغلب آن را" نوشیدنی‌ای خانواده‌پسند" توصیف می‌کرد و شخصیت‌های کارتونی و دلپسند را برای تبلیغ معرفی می‌کرد. (برای مثال، خرس قطبی کوکاکولا و یا بابانوئل در نزدیکی کریسمس ). 
در اوج جنگ‌های کولا، به مرور کوکاکولا مشاهده کرد که محصول اصلی‌اش سهم بازار خود را به پپسی و همچنین نوشابه‌ی رژیمی و محصولات رقبای خود می‌بازد. به همین دلیل نیز تصمیم گرفت با تغییر فرمول و طعم نوشیدنی خود بازار را متحول کند. در آوریل ۱۹۸۵، شرکت کوکاکولا فرمول جدیدش را معرفی کرد که در میان مردم به نیوکوک (به انگلیسی: New Coke") " شهرت‌یافت.امّا این شرکت نتیجه‌ی مناسبی از این استراتژی نگرفت و با توجه به واکنشی که مردم به این نوشیدنی جدید داشتند، در تاریخ ۱۱ ژوئیه ۱۹۸۵ تصمیم گرفت فرمول قبلی خود را با عنوان کوکاکولای کلاسیک به بازار بازگرداند. برخی از نظریه‌پردازان توطئه معتقدند که تصمیم جایگزینی عطر و طعم اصلی در واقع یک پیشرفت بزرگ استراتژیک برای تقویت فروش کوک پس از ورود به بازار بود، که انجام شد. با این حال، شرکت کوکاکولا این ادعا را به شدت رد می‌کند. 

## پپسی

### چالش پپسی
در سال ۱۹۷۵، پپسی شروع به نشان دادن تبلیغاتی با نام چالش پپسی کرد که در آن از افراد عادلی سؤال می‌شد که در تست طعم با چشمان بسته کدام محصول را ترجیح می‌دهند. 

### پپسی بنوش، چیزی بگیر
در اواسط دهه‌ی ۱۹۹۰، پپسی موفق‌ترین استراتژی طولانی مدتش را در جنگ های کولا، با عنوان پپسی‌چیزها آغاز کرد. شعار این کمپین تبلیغاتی "پپسی بنوش، چیزی بگیر بود. در واقع مصرف‌کنندگان می توانستند امتیازهایی را که بر روی بسته‌ها و لیوان‌های پپسی بود را جمع کرده و از آن برای دریافت جایزه‌هایی استفاده کنند. آن‌ها برای این پروژه بیش از دو سال تحقیقات و آزمایش انجام داده بودند که این تبلیغ میان مصرف‌کنندگان طنین‌انداز شود که با موفقیتی سریع همراه شد. پس از این موفقیت، این برنامه برای پپسی و مانتین‌دیو در بازارهای بین‌المللی تکرار شد. همچنین شرکت این برنامه را برای سال‌های مداوم ادامه داد و هر ساله ویژگی‌های جدیدی به آن اضافه می‌کرد.
تبلیغات پپسی‌چیزها موجب ارائه‌ی یک دادخواست شد. در یکی از این تبلیغات، پپسی مرد جوانی را در کابین خلبان جت هوایی هریر نشان می‌دهد و در زیر عنوان هریر جت نوشته شده بود هدیه‌ی ۷ میلیون امتیاز پپسی. سازوکاری برای خرید امتیازهای پپسی وجود داشت تا سفارش پپسی‌چیزها ثبت گردد.جان لئونارد ، از سیاتل، واشنگتن یک درخواست برای پپسی فرستاد که در آن حداکثر امتیاز ممکن را به علاوه‌ی یک چک ۷۰۰ هزار دلاری برای جبران امتیازهایی که نیاز دارد وجود داشت و از آن‌ها دریافت جت هریر را خواستار شد. اما پپسی این درخواست را نپذیرفت و لئونارد نیز شکایت کرد. دیدگاه پپسی این بود که یک شخص منطقی که در حال دیدن تبلیغات تجاری است، متوجه می‌شود پپسی در حقیقت یک هواپیمای هاریرجت جایزه نمی‌دهد. در پاسخ به دادخواست، پپسی عبارت «تنها برای شوخی» را به تبلیغاتی که در آن از جت هریر استفاده شده بود اضافه کرد و همچنین "قیمتش" را به ۷۰۰میلیون امتیاز پپسی تغییر داد.